# 도사야마다정
도사야마다정(일본어: 土佐山田町)은 일본 고치현 가미군에 있던 정이다. 가미군 가호쿠정, 모노베촌과 2006년 3월 1일에 합병해 가미시가 되었다.

## 지리
마을은 현의 중동부, 고치시 동쪽 18㎞의 고치 평야 북동부에 있었다. 남서부가 고지평야에 해당하나 그 외는 산림으로 되어 있어 전체의 70%를 차지하고 있었다.

## 역사
- 1954년 9월 1일 - 가미군 야마다정, 신카이촌, 오쿠우에촌, 사오카촌, 메이지촌, 가타지촌의 6정촌이 합병해, 도사야마다정이 성립하였다.
- 2006년 3월 1일 - 가호쿠정, 모노베촌과 합병, 시로 승격해 가미시가 되어 소멸하였다.

## 교통

### 철도
- 시코쿠 여객철도 도산 선

### 도로
- 국도 제32호선
- 국도 제195호선

## 참고 문헌
- 角川日本地名大辞典編纂委員会,『角川日本地名大辞典 39 高知県』1983, 角川書店